# Liste des rivières et plans d'eau de Montréal
Les rivières et plans d'eau de la région de Montréal sont peu nombreux et majoritairement artificiels. L'hydrographie de l'île de Montréal resta approximativement intacte jusqu'au XIXe siècle où Montréal subira d'importants travaux d'urbanisme dont la construction du canal de Lachine puis la création des premiers grands parcs.

## Histoire

### Dernière glaciation
Après la dernière période glaciaire, vers 13 000 ans passés, Montréal et les basses-terres du Saint-Laurent sont inondés par la mer de Champlain. En quelques siècles, au fur et à mesure que ces eaux se retireront, le mont Royal et ses trois sommets vont émerger en îlots. Avec le retrait complet de la mer, de l'eau est retenue dans certaines dépressions de l'île. C'est le cas entre autres du lac aux Castors, situé au creux du mont Royal. Ce dernier s'assèchera graduellement pour devenir une tourbière. Il fut recreusé artificiellement en 1938.

### Avant leXIXesiècle

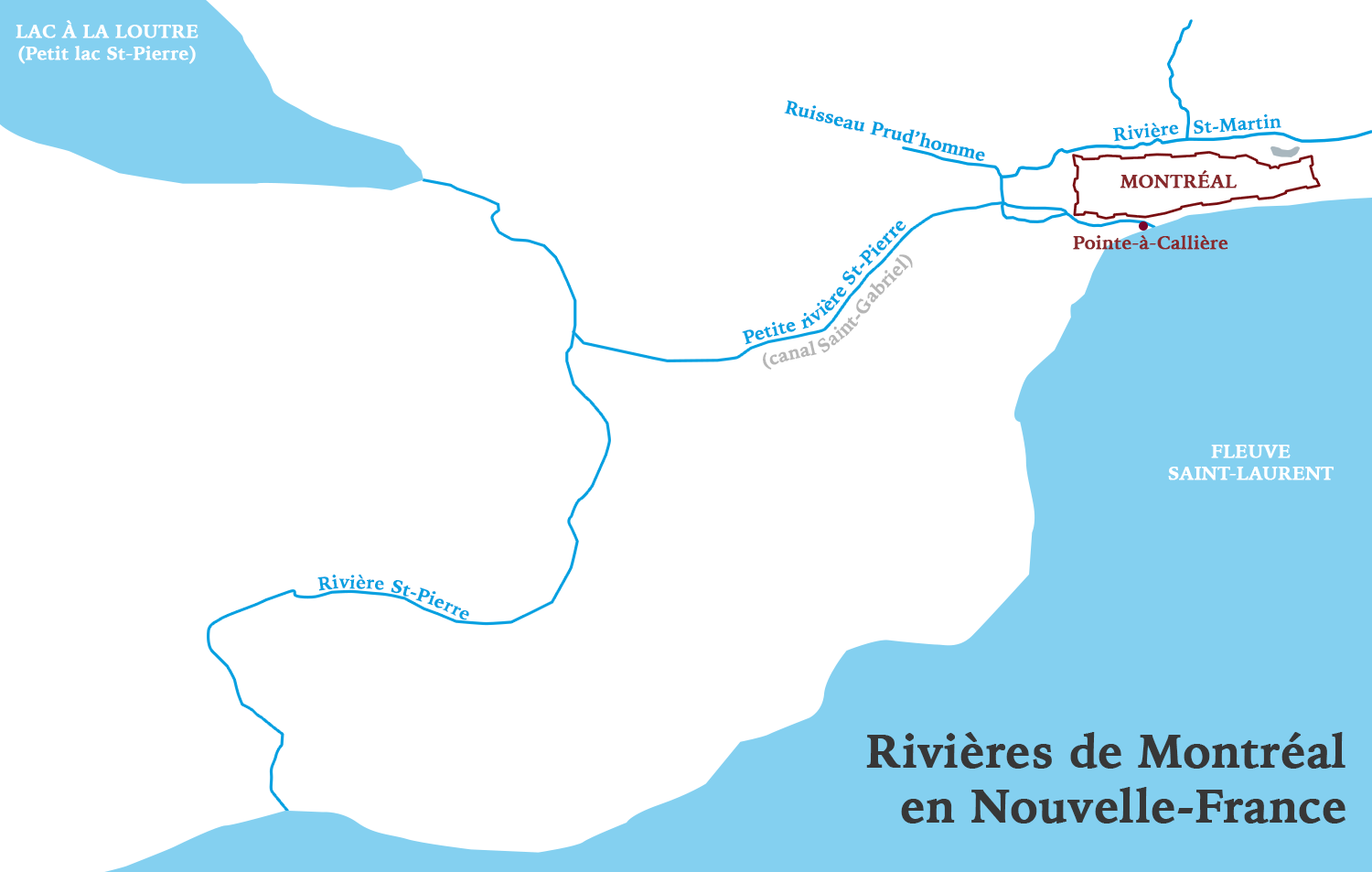
Emplacement approximatif des ruisseaux près des fortifications de la ville de Montréal en Nouvelle-France

Il existait autrefois une hydrographie complexe, désormais détruite ou canalisée,. Parmi les anciens bassins versants, on retrouve :
- Rivière Saint-Pierre : Débutait dans Côte-des-Neiges où elle prenait sa source dans les ruisseaux du mont Royal[5], elle descendait vers Notre-Dame-de-Grâce puis en s'élargissant formait le lac à la Loutre. Elle retourne ensuite en rivière et débouche sur le fleuve à l'île des Sœurs.
  - Canal Saint-Gabriel (Petite rivière Saint-Pierre) : Créé artificiellement en 1697 sous le nom de canal Saint-Gabriel, ce canal relie la rivière Saint-Pierre (dans sa partie à l'est du lac à la Loutre) jusqu'à la Pointe-à-Callière. Une partie fut canalisée en tant qu’égout (collecteur William) en 1832. Le Musée Pointe-à-Callière aimerait rendre l'endroit public vers 2017[6].
  - Lac à la Loutre (ou petit lac Saint-Pierre) : plus grand lac de l'île de Montréal, il était long d'environ 4 kilomètres et large d'un kilomètre. Ce lac marécageux, un élargissement de la rivière, se trouvait à mi-chemin entre le Vieux-Montréal et Lachine, au sud de la falaise Saint-Jacques et à l'ouest de l'échangeur Turcot. Il fut remblayé et asséché progressivement, notamment avec la construction du canal de Lachine et avec l'industrialisation du secteur. L'autoroute 20 le traverse aujourd'hui de long en large en son centre[7].
  - Ruisseau Glen

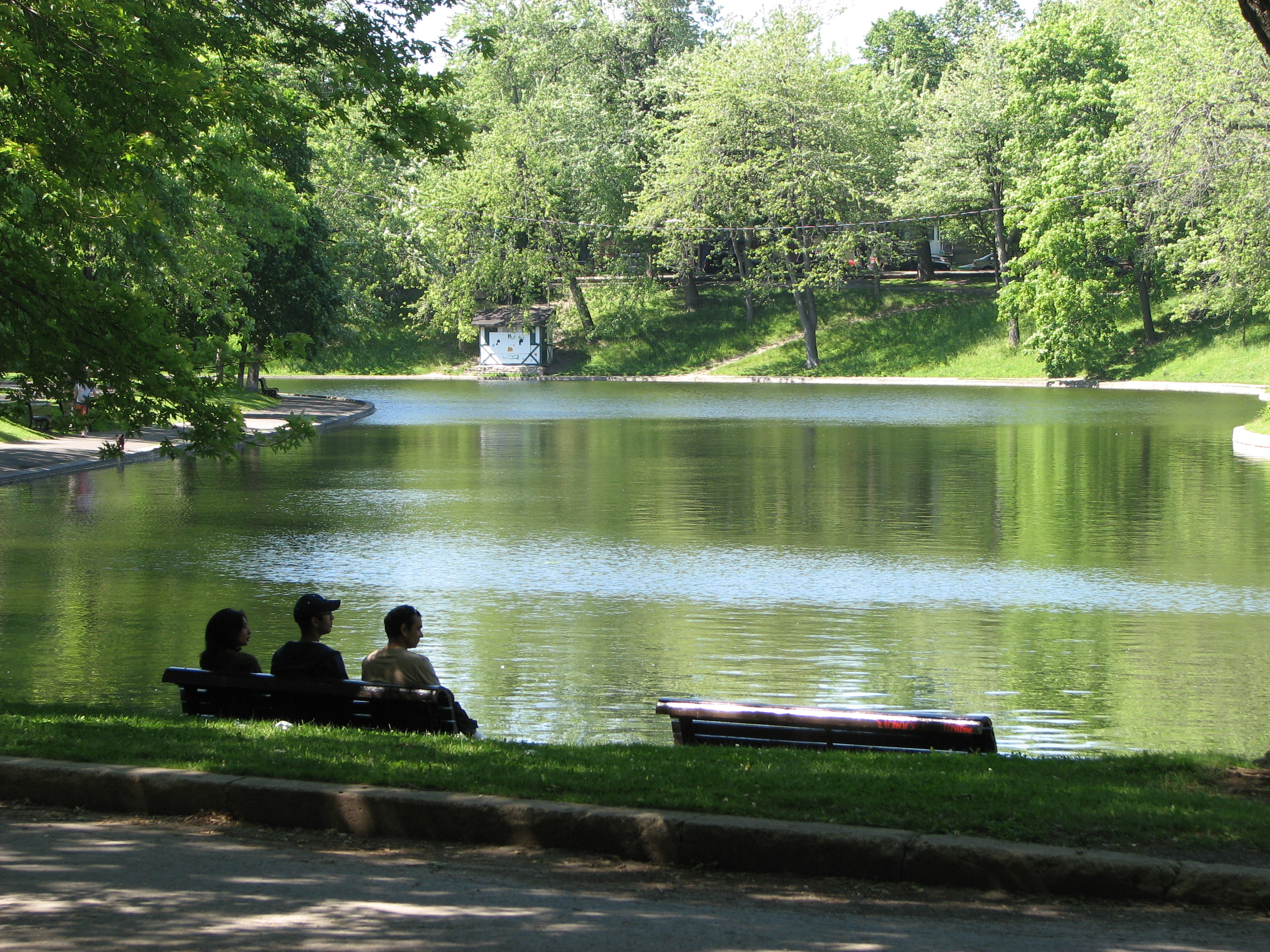
Bassin du parc La Fontaine

- Rivière Saint-Martin : son bassin versant correspond au versant est du mont Royal. Ses affluents prennent leur source dans les hauteurs d'Outremont. Ils traversent le Mile End et le plateau Mont-Royal jusqu'au parc La Fontaine (dont l'étang est un certain vestige). La rivière bifurquait ensuite vers l'ouest en passant par le quartier latin et longeait les fortifications de Montréal jusqu'au fleuve[8],[9].
  - Bassin du parc La Fontaine
    - Ruisseau de la Tannerie
    - Ruisseau de la Fontaine
    - Ruisseau du Mile End

  - Ruisseau Papineau
  - Ruisseau de la Côte-à-Baron
    - Ruisseau de la Côte-Sainte-Catherine
      - Ruisseau Burnside

- - Torrent de la rue Peel
  - Ruisseau Prud'homme
    - Ruisseau de la Montagne

  - Petite rivière Saint-Martin

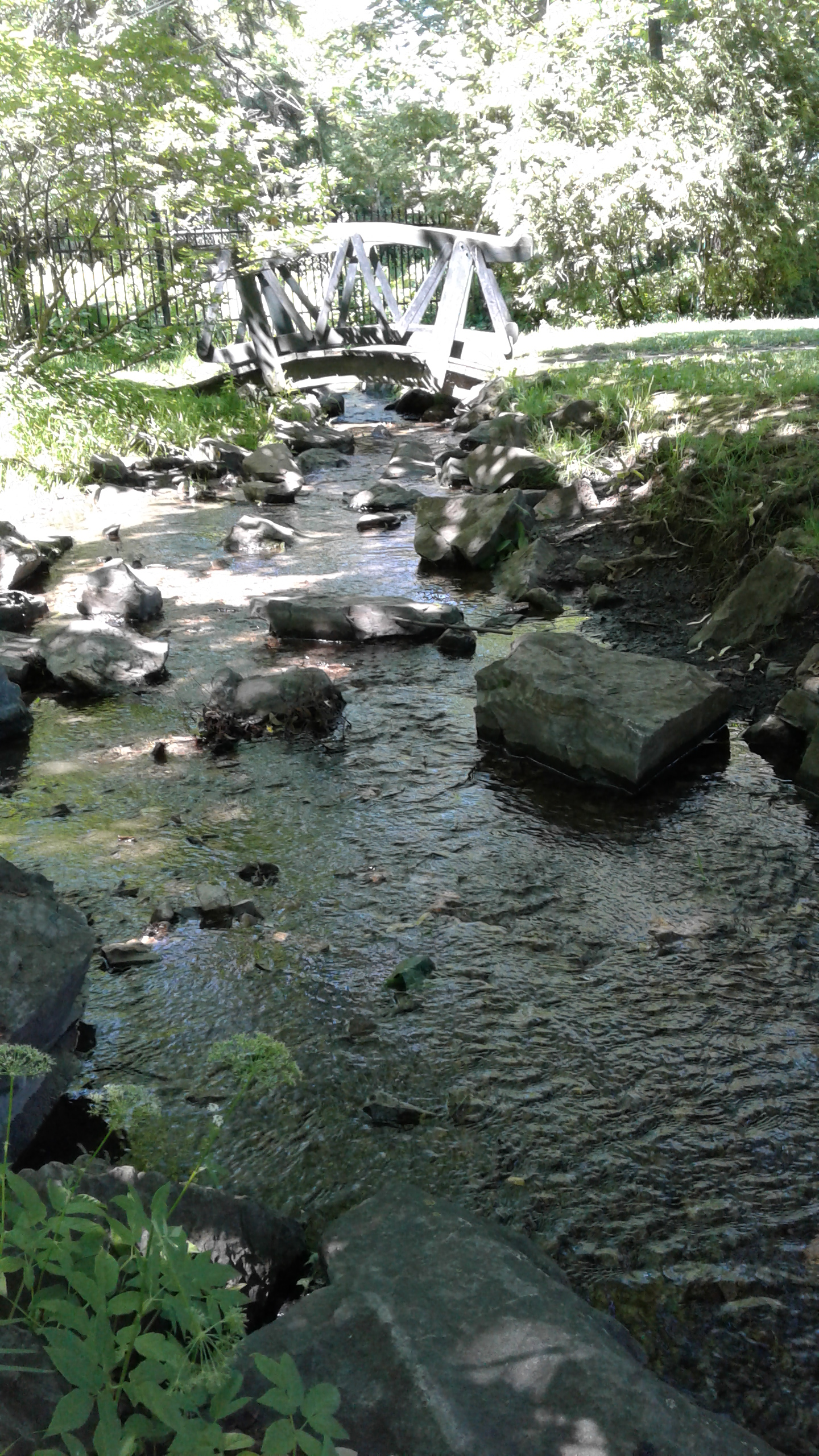
Ruisseau d'Outremont, Parc Oakwood

- Ruisseau Notre-Dame-des-Neiges : prenant sa source au lac aux Castors, il se déverse au nord dans la rivière des Prairies. Son embouchure est toujours visible dans le parc Raimbault au quartier Cartierville[10].
  - Ruisseau Gohier
  - Fossé des Terres Noires
  - Ruisseaux prenant leur source à Mont-Royal
- Ruisseau Provost
  - Ruisseau d'Outremont. Il existe toujours certaines traces de ce ruisseau, incluant le cimetière Mont-Royal et le parc Oakwood à Outremont[11].

### De nos jours
Aujourd'hui, il ne reste qu'une poignée de ruisseaux ou de plans d'eau à l'état naturel. Cependant, de nombreux parcs possèdent des bassins ou lacs artificiels de grande dimension.

## Liste des plans d'eau
Le tableau ci-dessous présente une liste non exhaustive des plans d'eau actuels de l'île de Montréal :
| Nom                               | Photo | Localisation        | Coordonnées                  | Type       | Superficie (ha) |
| --------------------------------- | ----- | ------------------- | ---------------------------- | ---------- | --------------- |
| Canal de Lachine                  |       | Montréal            | 45° 27′ 39″ N, 73° 36′ 17″ O | Artificiel | 158 hectares    |
| Canal de l'Aqueduc                |       | Montréal            | 45° 26′ 11″ N, 73° 35′ 58″ O | Artificiel | ?hectares       |
| Bassin olympique                  |       | Parc Jean-Drapeau   | 45° 30′ 32″ N, 73° 31′ 26″ O | Artificiel | 24,2 hectares   |
| Lac de l'Île Notre-Dame           |       | Parc Jean-Drapeau   | 45° 30′ 08″ N, 73° 31′ 31″ O | Artificiel | 12,2 hectares   |
| Lac du Centenaire                 |       | Dollard-Des Ormeaux | 45° 29′ 12″ N, 73° 48′ 51″ O | Artificiel | 29 hectares     |
| Lac des Dauphins                  |       | Parc Jean-Drapeau   | 45° 31′ 27″ N, 73° 32′ 11″ O | Artificiel | 5 hectares      |
| Lac des Battures                  |       | Île des Sœurs       | 45° 27′ 16″ N, 73° 33′ 17″ O | Artificiel | 5 hectares      |
| Étang principal du parc Angrignon |       | Parc Angrignon      | 45° 26′ 35″ N, 73° 36′ 05″ O | Artificiel | 4,8 hectares    |
| Petit bassin                      |       | Parc des Rapides    | 45° 25′ 40″ N, 73° 35′ 29″ O | Artificiel | 3,5 hectares    |
| Lac des Cygnes                    |       | Parc Jean-Drapeau   | 45° 30′ 31″ N, 73° 32′ 04″ O | Artificiel | 3 hectares      |
| Étang La Fontaine                 |       | Parc La Fontaine    | 45° 31′ 29″ N, 73° 34′ 09″ O | Artificiel | 2,8 hectares    |
| Lac aux Castors                   |       | Parc du Mont-Royal  | 45° 29′ 55″ N, 73° 35′ 51″ O | Artificiel | 1,9 hectare     |
| Bassin du Parc Jarry              |       | Parc Jarry          | 45° 32′ 07″ N, 73° 37′ 30″ O | Artificiel | 1 hectare       |

## Liste des cours d'eau
- Canal de Lachine
- Canal de l'Aqueduc
- Coulée Grou
- Fleuve Saint-Laurent
- Rivière à l'Orme
- Rivière des Prairies
- Rivière Saint-Pierre
- Ruisseau Bertrand
- Ruisseau Bouchard
- Ruisseau Château-Pierrefonds
- Ruisseau Denis

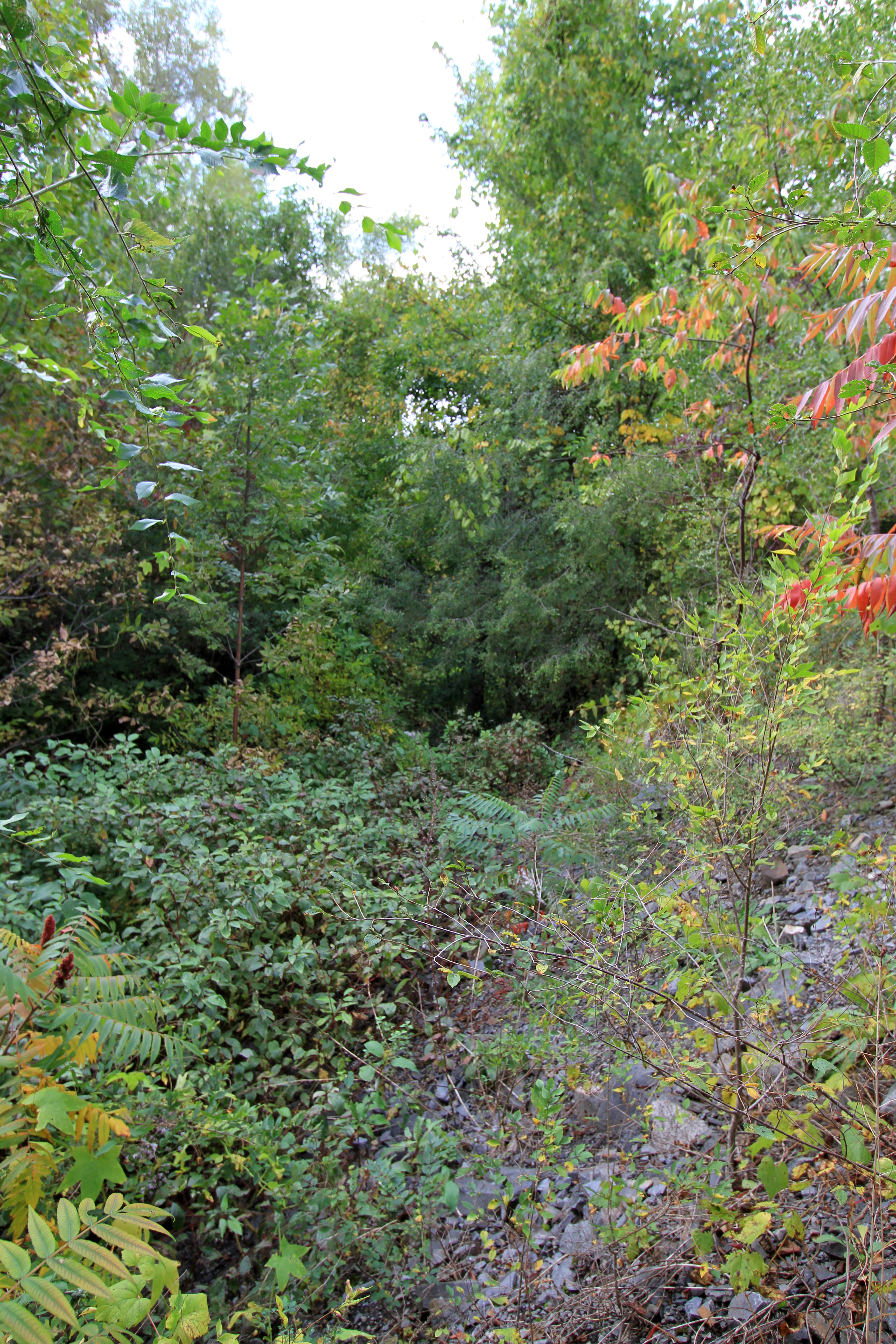
Le tracé du ruisseau Pinel, parc des Cageux, Rivière-des-Prairies

- Ruisseau de Montigny (source : bassin de rétention d'Anjou)
- Ruisseau d'Outremont (ou ruisseau Provost)
- Ruisseau Meadowbrook
- Ruisseau O'Connell
- Ruisseau Pinel
- Ruisseau Saint-James
- Ruisseau Terra-Cotta

## Héritage
À l'été 2023, les ruisseaux perdus du Plateau sont commémorés par cinq poémes d'Ivy calligraphiés sur l’asphalte de l’avenue du Mont-Royal.